# Joseph Jonas Dumont
Joseph Jonas Dumont was een Belgische architect. Hij werd in 1811 te Düsseldorf geboren en overleed in Sint-Joost-ten-Node op 29 maart 1859. Hij maakte deel uit van een enthousiaste generatie architecten die in een korte tijdspanne aan hun land een nieuw uitzicht schonken, gebaseerd op het verleden maar gericht naar de toekomst.

## Biografie & bouwwerken
Dumont was een belangrijke vertegenwoordiger van het romantisch eclecticisme. Kort na de Belgische onafhankelijkheid leverde hij inspanningen (aan de zijde van Tilman-François Suys, Louis Roelandt en Bruno Renard) om de neogotische stijl te promoveren: een herinnering aan de middeleeuwse glorie der Vlaamse steden. Om die reden werd Dumont in de tijdsspanne van 1842 tot 1845 aangezocht om de kerk van Onze-Lieve-Vrouw ten Zavel evenals de Hallepoort (beide te Brussel) te restaureren. Zover kwam het echter niet want de projecten werden opgeschort en pas later door anderen hernomen.
In 1846 ondernam Dumont een reis naar Groot-Brittannië waar hij de bloeiende neogotiek uitgebreid bestudeerde. In eigen land werd hij architect bij de Koninklijke Commissie voor Monumenten en Landschappen. Victor Jamaer was een van zijn leerlingen.
Overtuigd van de sociale rol der architectuur in het moraliseren van de bevolking, meer bepaald door kerken en – bij gebeurlijk gebrek aan resultaat – door gevangenissen (volgens de ideeën van Edouard Ducpétiaux), legde Dumont zich toe op dergelijke bouwwerken.
Aldus handelend verwezenlijkte hij de volgende constructies:
- 1844 → 1845: kerk van Malle
- 1844 → 1848: Sint-Pieterskerk te Wanfercée-Baulet (Fleurus, Henegouwen)
- 1846 → 1849: Sint-Bonifatiuskerk te Elsene[2]
- 1847 → 1859: Gevangenis Saint-Léonard (Luik)[3]
- 1848: Sint-Petrus en -Pauluskerk van Bouillon (Provincie Luxemburg)
- 1850: gevangenis van Verviers
- 1850 → 1853: Justitiepaleis te Verviers[4]
- 1851: gevangenis Leuven
- 1851: gevangenis van Dinant
- 1851: gevangenis van Charleroi.

De strafinrichtingen werden opgetrokken in de neotudorstijl hetgeen bij sommigen het denkbeeld uitlokte dat "de gevangenen een beter onderkomen hadden dan de rechtelijke macht". Dumont ontwierp ook de gevangenis van Sint-Gillis doch de bouw ervan gebeurde slechts na zijn overlijden: zijn medewerker François Derré zette Dumonts plannen voor dit tuchthuis om in realiteit, tussen 1878 en 1884.
Verscheidene werken van Joseph Dumont werden in de loop der jaren respectloos met de grond gelijk gemaakt. De Sint-Bonifatiuskerk te Elsene ontsnapte aan dit lot: ze werd gerestaureerd en prijkt in een levendige wijk van de Belgische hoofdstad.

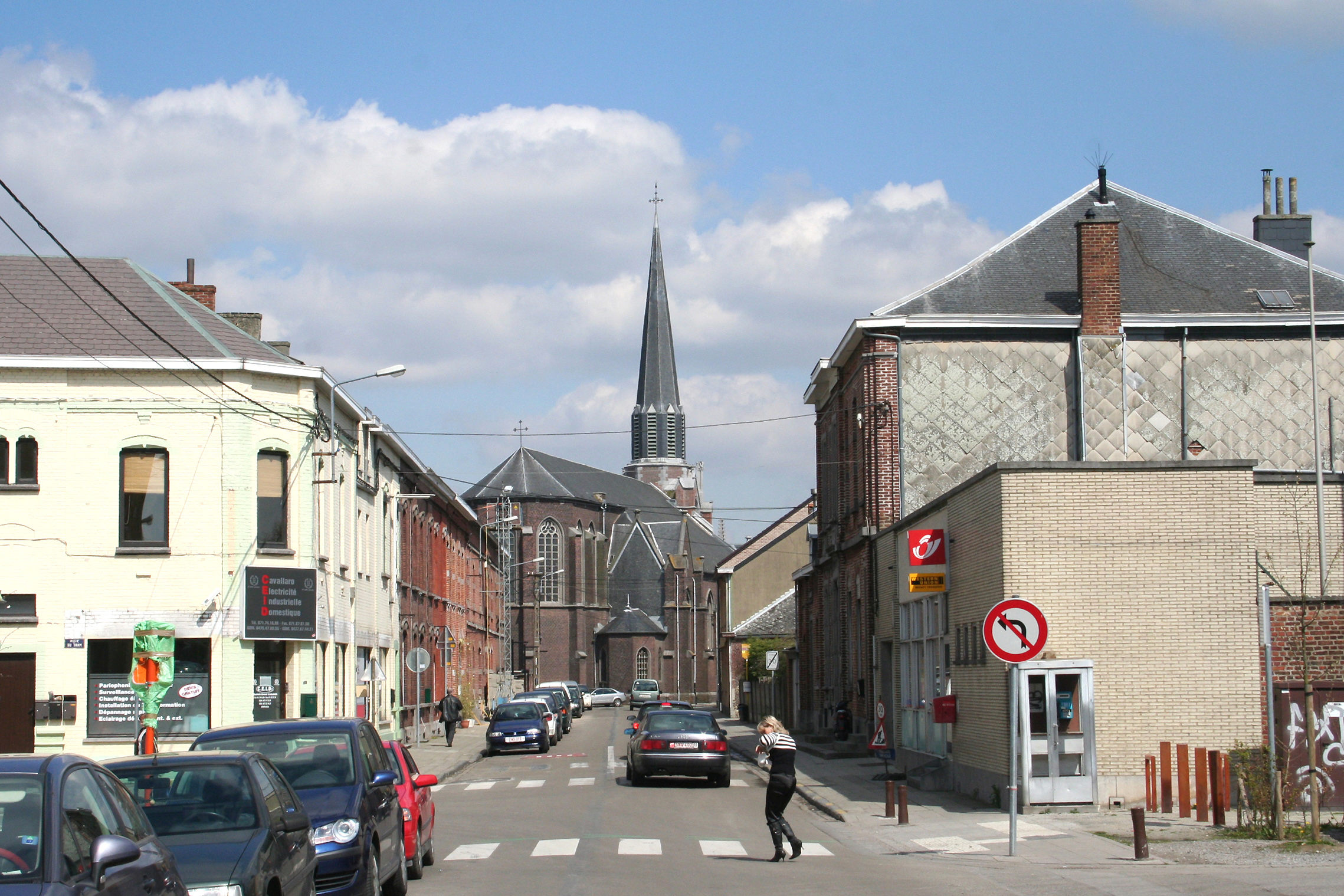
Op de achtergrond ziet men de Sint-Pieterskerk te Wanfercée-Baulet, gebouwd van 1844 tot 1848.
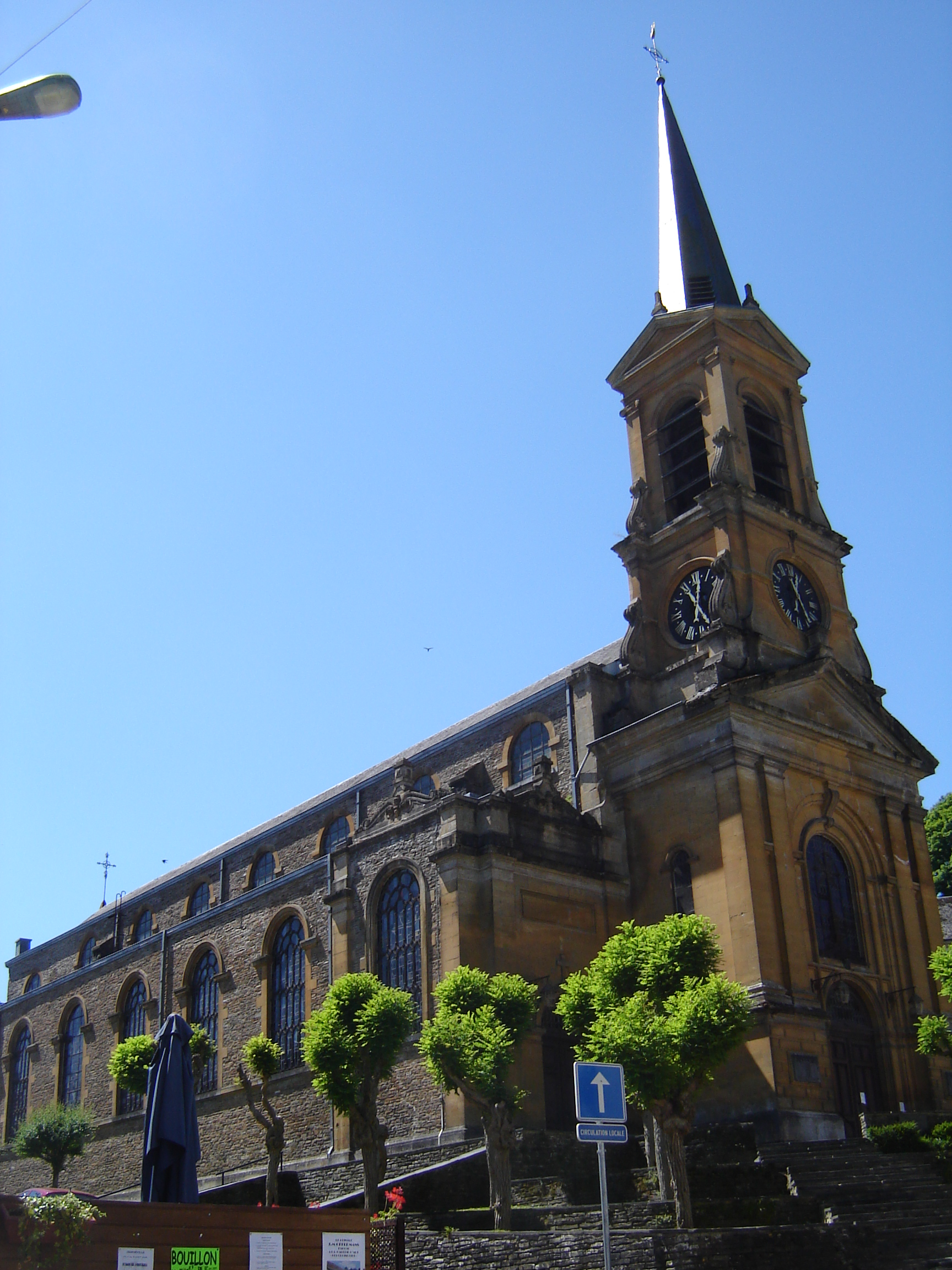
Sint-Petrus en -Pauluskerk te Bouillon (1848).

- Gemeinsame Normdatei: 11766314X
- International Standard Name Identifier: 0000 0004 4887 5025
- Union List of Artist Names: 500317078
- Virtual International Authority File: 59867221